# Niels Tune Hansen
Niels Tune Hansen (født 19. januar 1953 i Holbæk) er en dansk tidligere fodboldspiller.
Niels Tune Hansen startede sin karriere i Holbæk, og opnåede i 1976/1977 kontrakt med den tyske klub St. Pauli, hvor han opnåede 38 kampe og 28 mål.[kilde mangler] Hvorefter han kortvarigt var i henholdsvis VfL Osnabrück og Jyderup BK.
Niels Tune Hansen opnåede i årene 1975-1978 15 kampe og ét mål for Danmarks fodboldlandshold.